# بروس جاكوبس
بروس جاكوبس (بالإنجليزية: Bruce Jacobs)‏ هو مقدم برامج إذاعية أمريكي، ولد في 1964.